# Dollaro Peace
Il dollaro Peace (o il dollaro della pace) è stata una moneta coniata negli Stati Uniti dal 1921 al 1928 e dal 1934 al 1935. Disegnato da Anthony de Francisci, la moneta fu il risultato di una competizione per trovare il migliore emblema della pace.
Con il passaggio alla legge di Pittman nel 1918, la United States Mint richiese di coniare milioni di monete d'argento, ed iniziò a farlo nel 1921 usando il dollaro Morgan. I numismatici hanno poi iniziato a fare pressioni sulla zecca nazionale affinché diffondesse l'idea della pace dopo la prima guerra mondiale. Sebbene essi non riuscirono a convincere il Congresso per riprogettare la moneta, lo persuasero a prendere qualche iniziativa. Nel dicembre 1921 il Segretario al tesoro Andrew Mellon approvò il dollaro della pace, ultimando il lavoro che era stato iniziato dai numismatici nel 1907.
La gente diede fiducia a questi nuovi disegni, che però comprendevano una spada rotta, simbolo di sconfitta, che la zecca cercò frettolosamente di togliere. Il 28 dicembre 1921 iniziò la prima coniazione. Nel 1928, quando le condizioni della legge di Pittman furono soddisfatte, la zecca smise la produzione delle monete, pur riprendendola nel 1934-1935 a seguito di un cambio di legislazione. Nel 1965 la zecca nazionale produsse altre 300 000 del dollaro della pace recante la data "1964"; ma queste ultime monete non furono mai rilasciate e forse furono fuse.

## Tiratura
| Anno   | Zecca di Philadelphia | Zecca di Denver | Zecca di San Francisco |
| ------ | --------------------- | --------------- | ---------------------- |
| 1921   | 1 006 473             |                 |                        |
| 1922   | 51 737 000            | 15 063 000      | 17 475 000             |
| 1923   | 30 800 000            | 6 811 000       | 19 020 000             |
| 1924   | 11 811 000            |                 | 1 728 000              |
| 1925   | 10 198 000            |                 | 1 610 000              |
| 1926   | 1 939 000             | 2 348 700       | 6 980 000              |
| 1927   | 848 000               | 1 268 900       | 866 000                |
| 1928   | 360 649               |                 | 1 632 000              |
| 1934   | 954 057               | 1 569 500       | 1 011 000              |
| 1935   | 1 576 000             |                 | 1 964 000              |
| Totale | 111 230 179           | 27 061 100      | 52 286 000             |